# Herbert Aspöck
Herbert Aspöck (* 4. Oktober 1966 in Hofkirchen) ist ein oberösterreichischer Politiker (FPÖ/BZÖ) und Landwirt. Der ehemalige Landtagsabgeordnete ist Vater von drei Töchtern und einem Sohn und ist in Hofkirchen an der Trattnach wohnhaft.

## Ausbildung und Beruf
Aspöck absolvierte nach der Pflichtschule die Höhere Landwirtschaftliche Bundeslehranstalt St. Florian, die er mit der Matura abschloss. Ab 1989 arbeitete er sieben Jahre lang im Verkauf in einer Futtermittelfirma, dann wechselte er in die Lebensmittelbranche und war Verkaufsleiter bei der Firma Hubers Landhendl GesmbH in Pfaffstätt. Im Jahr 1990 übernahm er die elterliche Landwirtschaft, die er seit 1995 als Bio-Bauernhof führt.

## Politik
Aspöck war seit 1997 Gemeinderat in Hofkirchen. Im Februar 2002 wurde er Bezirksparteiobmann von Grieskirchen/Eferding und am 13. Oktober 2003 Gemeindevorstand. Er ist seit 2005 Mitglied des Bundesparteivorstandes und war von 2006 bis 2008 Landesparteiobmann-Stellvertreter. Aspöck ist seit dem 23. Oktober 2003 Landtagsabgeordneter im Oberösterreichischen Landtag. Er ist Mitglied in den Ausschüssen für volkswirtschaftliche Angelegenheiten; für EU-Angelegenheiten sowie im Bauausschuss.
Aspöck trat mit 24. April 2009 aus der FPÖ aus und kandidierte bei der Europawahl in Österreich 2009 im Juni 2009 für das BZÖ. Der Politiker wollte die oberösterreichische FP reformieren, scheiterte aber in seinem Bestreben und stand dadurch vor dem politischen Aus. Als Konsequenz wurde er für die im Herbst 2009 stattfindende Landtagswahl vom FPÖ-Parteivorstand an aussichtsloser Position gereiht. Sein darauf folgender Wechsel zum BZÖ erwies sich als eine für ihn wenig glückhafte Entscheidung, da durch mangelnde Strukturen innerhalb der Partei improvisierte Wahlkampagne das angestrebte Wahlziel – der Einzug in den Oberösterreichischen Landtag – verfehlt wurde.